# 康家石门子岩雕刻画
康家石门子岩雕刻画，又称康家石门子岩画是位于新疆呼图壁县西南部山区的青铜时代大规模摩崖石刻。

## 地理信息
康家石门子岩画东北75千米就是呼图壁县县城。直线距58千米。海拔1570米。康家石门子岩画位于康拉尔沟与涝坝湾子沟汇流处的西北岸，侏罗纪晚期丹霞地貌山体南侧岩壁底部的垂直岩面上。

## 岩画创作时间
对于岩画创作时间，学术界意见并不一致。王炳华推断岩画完成的绝对年代在公元前1000年的前期。林梅村侧认为岩画创作时期大概在到晚商时期，即公元前1400年-前1100年间。刘学堂则认为岩画创作于公元前3000年末或2000年初。罗伯特·贝纳里克认为其年代上限不早于距今4000年，年代下限不晚于距今1500年。

## 岩画创造者
王炳华认为康家石门子岩画是塞迦人所做。林梅村则认为该岩画为月氏人所做。而刘学堂认为是原是欧罗巴人创造了此处岩画。2013年，新疆社会科学院语言研究所的李树辉对岩画进行了考察并倾向于林梅村的月氏人所做说。而中央民族大学民族学与社会学学院的张嘉馨、吴楚克则倾向于王炳华的塞人之说。

## 岩画内容
康家石门子岩画主体图像距离地面1.9米左右到10米，宽13米左右。人物群像图包括人、马和老虎，其中大小不等的人物最多，最大的人物岩画超过真人最小的则约为0.1米。共大人74个，小人62个，头像2个, 共计188人，另外还有些看不出来的画像。另外在“人物群像图”岩壁的西侧，距离地面约一米的地方有七八厘米或十几厘米的彩绘岩画。其中红色、白色、淡黄色的动物、人物、骑猎图像。

## 岩画特点
画面表现生殖崇拜，夸张的表现男性生殖器官，例如，0.71米高的岩画有42厘米的勃起的阴茎。且所有的男性生殖器都指向女性并且两组动物同样勃起。人物动作上肢做上下腾舞状，变化较为统一。为生殖崇拜欢歌起舞。所有图像打磨的十分光洁，所有图像头部属浮雕式阳刻, 鼻、眉、颧骨部位凸起, 眼、嘴下凹 , 身体部分均为减地凹下.
也有观点认为该图像为西王母文化的起源，不过是由于旅游开发和地方文化宣传的需要。

## 主要病害
由于雨水冲刷、风化作用和卸荷裂隙导致岩画面临着片状剥落或使岩石潮解酥软或者使软弱带的岩体开裂并形成新的裂隙。